# Adrien Petit
Adrien Petit (* 26. September 1990 in Arras) ist ein französischer Straßenradrennfahrer.

## Sportkarriere
Adrien Petit gewann 2008 in der Juniorenklasse eine Etappe bei Keizer der Juniores Koksijde und wurde Dritter beim Chrono des Nations. Im nächsten Jahr gewann er eine Etappe bei Essor Breton. 2010 fuhr Petit für den französischen Radsportverein CC Nogent sur Oise. Hier gewann er das Eintagesrennen Bordeaux-Saintes, eine Etappe bei der Tour de Normandie, ein Teilstück der Les Boucles de l'Artois und zwei Etappen bei der Tour de l'Eure et Loire. Ende des Jahres fuhr er für das Professional Continental Team Cofidis als Stagiaire. Bis 2015 verblieb er bei diesem Team, anschließend wechselte er zu Direct Énergie.
2011 errang Petit bei den U23-Weltmeisterschaften Silber im Straßenrennen. 2013 gewann er eine Etappe des gabunischen Radrennens La Tropicale Amissa Bongo und 2014 Tro Bro Leon. 2015 entschied er den Prolog der Luxemburg-Rundfahrt für sich. 2016 gewann er drei Etappen sowie die Gesamtwertung der Tropicale. Nachdem er 2017 eine Etappe der Tour des Hauts-de-France und den Grand Prix de la Somme für sich entschieden hatte, gewann er 2018 das traditionsreiche Rennen Paris–Troyes.

## Erfolge
2010
- eine Etappe Tour de Normandie

2011
- U23-Weltmeisterschaft – Straßenrennen

2013
- eine Etappe La Tropicale Amissa Bongo

2014
- Tro Bro Leon

2015
- Prolog Luxemburg-Rundfahrt

2016
- Gesamtwertung und drei Etappen La Tropicale Amissa Bongo

2017
- eine Etappe Tour des Hauts-de-France
- Grand Prix de la Somme

2018
- Paris–Troyes

## Grand-Tour-Platzierungen
| Grand Tour            | 2013 | 2014 | 2015 | 2016 | 2017 | 2018 | 2019 | 2020 | 2021 | 2022 | 2023 | 2024 |
| --------------------- | ---- | ---- | ---- | ---- | ---- | ---- | ---- | ---- | ---- | ---- | ---- | ---- |
| Giro d’ItaliaGiro     | –    | –    | –    | –    | –    | –    | –    | –    | –    | –    | –    | DNF  |
| Tour de FranceTour    | –    | 156  | –    | 164  | 126  | –    | –    | –    | –    | 110  | 143  | –    |
| Vuelta a EspañaVuelta | 130  | –    | –    | –    | –    | –    | –    | –    | –    | –    | –    | –    |